# أليس بابر
أليس بابر (بالإنجليزية: Alice Baber)‏ هي رسامة أمريكية، ولدت في 22 أغسطس 1928 في تشارلستون في الولايات المتحدة، وتوفيت في 2 أكتوبر 1982 في نيويورك في الولايات المتحدة.